# Silk Sonic
Silk Sonic — американський R&B-супердует, до складу якого входять співак Бруно Марс та репер і співак Андерсон Пак. Дует випустив дебютний сингл «Leave the Door Open» у березні 2021 року. Пізніше вони випустили «Skate» в липні 2021 року, а потім дебютний альбом An Evening with Silk Sonic і третій сингл «Smokin Out the Window» в листопаді 2021 року. Альбом піднявся на друге місце в Billboard 200, тоді як усі три сингли потрапили до двадцятки найкращих у Billboard Hot 100, а «Leave the Door Open» провів 18 тижнів у першій десятці та двох кілька тижнів поспіль на першому місці.
Дует отримав всі чотири нагороди, на які був номінований на Греммі — «Запис року», «Пісня року», «Найкраще виконання R&B» та «Краща R&B-пісня» — за сингл «Leave the Door Open».

## Історія
У 2017 році Андерсон Пак був на розігріві Бруно Марса на європейському етапі 24K Magic World Tour. У квітні Марс і Пак працювали разом в Abbey Road Studios в Лондоні з Найлом Роджерсом і Гаєм Лоуренсом над альбомом Chic It's About Time, а також працювали над музикою під час туру, яка з'явилася на альбомі Пака Ventura. Дует був створений у 2017 році «як жарт двох друзів».
26 лютого 2021 року Марс оголосив, що він і Пак створили групу та записали альбом. У пресрелізі вони сказали, що Бутсі Коллінз дав назву групі після того, як послухав альбом. «Leave the Door Open», головний сингл з дебютного альбому гурту, випущений 5 березня разом з інтро за участю Коллінза. Гурт дебютував на телебаченні на 63-ій щорічній церемонії вручення премії Греммі, виконавши сингл разом із триб’ютом Літтлу Річарду, що складався з «Long Tall Sally» та «Good Golly, Miss Molly».
«Leave the Door Open» знову було виконано на церемонії вручення музичних премій iHeartRadio Music Awards у 2021 році з подібною естетикою. Дует виграв нагороду як найкращий гурт на BET Awards 2021. На тій же церемонії він знову виконав «Leave the Door Open» разом із тизерами своїх майбутніх релізів.
28 липня Марс оголосив, що Silk Sonic проведе "Summertime Jam" через два дні. Ця подія знаменувала вихід ще одного синглу «Skate», який був випущений 30 липня разом із супровідним відео.
8 жовтня, у день 36-річчя Марса, група оголосила, що реліз альбому перенесено на 12 листопада.
1 листопада Silk Sonic оголосив, що третій сингл «Smokin Out the Window» вийде 5 числа, за тиждень до релізу альбому. 12 листопада вийшов фільм An Evening with Silk Sonic. 21 листопада «Smokin' Out the Window» була виконана на відкритті American Music Awards 2021, де дует також отримав перемогу у номінації “Улюблена пісня R&B”.
19 січня 2022 року було оголошено, що дует проведе серію концертів у Park MGM в Лас-Вегасі. 3 лютого було оголошено, що вони також з'являться у Fortnite. 14 лютого дует випустив кавер на пісню Con Funk Shun «Love's Train».
Дует було номіновано на чотири нагороди Греммі, і 3 квітня на урочистій церемонії вони отримали перемогу в усіх номінаціях — «Запис року», «Пісня року», «Найкраще виконання R&B» та «Краща R&B-пісня» — за сингл «Leave the Door Open».

## Музичний стиль
Музичний стиль Silk Sonic описують як R&B, соул, фанк, поп, смус соул і фанк-поп. Також його характеризують як диско-натхненний.

## Учасники
Бруно Марс — вокал, продюсування, гітара, фортепіано, конги (2021 — дотепер)
Андерсон Пак – вокал, ударні, продюсування (2021 – теперішній час)

## Дискографія

### Студійні альбоми
- An Evening with Silk Sonic (2021)